# Montgomery (Kalifornia)
Montgomery – obszar niemunicypalny w hrabstwie Mendocino, w Kalifornii (Stany Zjednoczone), na wysokości 433 m.